# Decazeville
Decazeville é uma comuna francesa na região administrativa de Occitânia, no departamento de Aveyron. Estende-se por uma área de 13,88 km². Em 2010 a comuna tinha 5 559 habitantes (densidade: 400,5 hab./km²).